# 土佐藩御船蔵
土佐藩御船倉（とさはんおふなくら）は、江戸時代に現在の高知市の南東部、仁井田・種崎方面に存在した土佐藩の造船所である。

## 概要
土佐藩統治下における藩所有の造船所のことで、文字通り船を造る造船所を指す。もとは、旧領主・長宗我部元親が土佐国長岡郡種崎浦に作った水軍基地をもとにして、慶長6年（1601年）に浦戸城へ海路入城した山内一豊と2代藩主・忠義が土佐藩の専用の御船蔵として整備・拡張した。
藩の御船蔵のあった所在地は、現在の高知市仁井田の入口にあたる市役所の三里支所付近より西上町（二段道路）を含め、西進していき、桑野神社付近までの海辺の約一キロの間に存在していたという。御船蔵は周囲を大竹の菱垣で囲み、全体に松の林が茂っており、北東の仁井田側入口には土佐藩の船蔵奉行所があり、中央付近には御船蔵の長屋御門が存在していた。なお、ここには船大工を監督する作事方詰所があったり、他にも船本体のみならず、造船や操船に必要な用品のすべてが造られていた。
船頭や、水夫らは、仁井田と種崎地区にそれぞれ数百人住み、種崎の大工町には船大工や鍛冶職人・縄作りや帆の製造にたずさわる職人たちが定住していたという。明治維新にともなう廃藩置県により、とり壊され現在跡地には工場や船舶部品の製作所、住宅などがわずかに残る。

## 御船蔵の構造
前述の通り、御船蔵の構造とは、大竹の菱垣で囲まれており、構内は松の木に覆われそのなかに大きく分けて二本の道があったと伝聞に残っている。その中に藁葺屋根の長屋を連ねた船蔵役場があり、中央付近に御船蔵御門（木門）が存在して、ここに船奉行（幕末の藩主・山内容堂のブレーンとして活躍した吉田東洋なども土佐藩の船奉行をつとめていた）が置かれ、その下に下役の証拠役、書記、船長、仕立方、小頭や仕入方など司々の部署が分かれて事務を執り、作事方という造船の船大工を監督する役宅も同地に置かれ、そのほかにも造船所の外に鍛冶場という錨を製造したり、麻縄で船綱を造る製造所も存在し、船具の用品は全て専門に分かれていたとされる。
なお、この地には、御廻船頭方の中城家、廻船問屋で有名な川島家が存在しており、中城家は、坂本龍馬の最後の帰郷の舞台、「隠れ屋」として知られており、他方で川島家は坂本龍馬の継母・川島伊興の実家に該当する家で、藩政時代には「下田屋」という屋号の御用商人として知られ、鉄材・木材などを扱う廻船業として著名であった。

## 歴史・沿革
土佐は往古より交通としての海路が大きな役割を果たしてきた。仁井田・種崎方面に土佐藩の船蔵が造営されるに至ったのは、旧領主である長宗我部元親が浦戸城を造営して、浦戸の城下一帯であった当地に防衛上の水軍基地を置いたからといわれている。天正5年、関白・近衛前久が薩摩からの帰路に浦戸城に立ち寄り、長宗我部元親と対面し元親は乗船と警護船を前久に手配したという逸話あり、文禄5年にはイスパニアの商船であったサンフェリペ号が楫柱を損傷して浦戸に漂着するという記録も残っている。
慶長6年、山内一豊が海路・入城してくると、旧領主の配下のあった池水軍の解体をおこなった。和泉流軍法で山内家の土佐藩水軍を作り上げようとしたものと思われる。また、土佐藩の船大工の棟梁は種崎浦の岡家でその師匠は大坂の船匠・境井家であった。船の製造方法は秘伝として木割（和船の製法）を一国一人しか伝えず秘密を守るため起請文をとっていた。
慶長6年、海事入城した山内一豊は旧領主であった長宗我部元親の海事法制を継受することを明らかにするとともに、入国後、『五箇条の掟』や『十四ヶ条の掟』という法令を定め、藩政時代の土佐の海事法制の基本を明らかにした。
改易後、山内家は造船に力を入れ、浦戸湾の仁井田村・種崎浦の地域に限って造船所を設営した。船蔵とはたんに船を入れる倉庫ではなく造船所であり、また軍船が集中した港で非常のときは直ちに出勤できる性格をもった軍港でもありいわば藩の海軍省のような性格を兼備していたのである。前述のとおり、船蔵は仁井田の西埠頭からすすんで桑野神社までの東西五町（550メートル）南北一丁（110メートル）余りで四方は大竹の菱垣で覆った。
作事場と道をはさんで1.000石以下の船舶を作る所があり、それを進水するため数丁海を掘りこみ埠頭は石材を楕円形に築き中央に小船を収容する建物があった。当時・高知は出水に水びたしになったので水伝馬船数席を停泊させ不時の用にあてた。ここから西の方角へ進むと藩主座乗の十五端帆、朱塗りの御座船を置きこれと合わせて五隻の関船を置いたとされる。

### 御船蔵の要人
- 船奉行二人（上士）下役二人（下士）
- 諸役人
- 船長（船頭）55人（うち5人は甲浦に住居）
- 矢倉25人。造船長5人。有禄職人工7人。
- 乗組水夫75人。小早水夫12人。船番12人。大廻船水夫5人。小船数隻があり藩主の遊慰用となす。

山内家入城以来、土佐藩では公船に限らず民間船にも山内家の家紋である『紋章三葉』を使用した小旗を船尾に立てさせていた。その後天和2年、藩庁から無地の紺に中を白くしたものに改めるよう指示があるまで、土佐藩に所属するすべての船の徽章にはこの藩主の家紋が使用され続けた。

## 龍馬と藩の造船所
坂本龍馬の継母にあたる川島家＝「下田屋」の伊興とは龍馬が姉である乙女とともに浦戸湾を船で漕ぎ、度々来訪したことで知られている。また、彼は種崎の藩の御用方中城家の離れに入り、その日のうちに、川島家の田鶴をたずねていたりもしていたという。
川島家は藩の御用廻船商人をつとめ、安政地震までこの地に所在しており、現在は空き地となっている。そこから四、五軒置いて御廻船船頭方の中城家、御船蔵大工頭の岡家などがあり、このあたりは船大工町と称され船匠・水主たちが多く住んでいたという。
慶応3年9月、龍馬はライフル銃を積み込んだ震天丸に乗り込み浦戸湾に入り、上陸したさい休憩した家といわれているのが中城家といわれている。中城家に入った龍馬は、戸田雅楽や中島作太郎を同伴しており、彼とこの家との接点は、継母である川島家の伊興を介してと思われる。詳細については、同市の郷土資料である三里史談会の会報誌や山内神社の宝物資料館・高知県立図書館の資料に詳しい。

## 洋式船舶の製造
ロシアの使節であるプチャーチンがディアナ号に乗って来国したさい伊豆沖で難破し、この代船を建造するため、幕府は全国の諸大名に対し、船大工の腕利きな者を伊豆の君澤に集めて西洋帆船の造船技法を学ばせ江戸において『ヘタ号』と称して造船させた。このとき土佐藩の吉田東洋は、山内容堂に連絡をとり、土佐から船大工として岡孫八を派遣させ造船技法を学ばせた。彼はこの技法を学び、土佐においてはじめての洋式船を建造し曜霊船と名付けた。同船は土佐一宮の樟樹を用いて三本の帆柱で帆を張り風力を利用して走る船であった。何分最初の洋式船であるがため関係者の苦労は一方ならず、錨の鋳造方法がわからず、銑鉄の方法については藩内の鍛冶職人を集めて製造にあたり、コーヘルは三島屋半衛門の請負で黄銅を打ち延ばしたりして部品の整備にとりかかったという。積載量は370石、喫水点はわずかに78寸であった。最初の船長は久保源七で、間もなく坂本専次郎に代わり、数学者の野村料平が事務長として乗組み、貿易ためたびたび瀬戸・長崎の間を航海した。